# Conferenza episcopale regionale dell'Africa occidentale
La Conferenza episcopale regionale dell'Africa occidentale (Regional Episcopal Conference of West Africa, RECOWA e Conférence Episcopale Régionale de l'Afrique de l'Ouest, CERAO) è un organismo della chiesa cattolica che raggruppa i vescovi dell'Africa occidentale.

## Storia
La RECOWA è stata istituita il 1º settembre 2009 dall'unione delle Conferenza episcopale regionale dell'Africa occidentale francofona e dell'Associazione delle conferenze episcopali dell'Africa occidentale anglofona che contestualmente sono state soppresse. Ha sede ad Abidjan, in Costa d'Avorio.

## Membri della CERAO
Facevano parte della CERAO i vescovi delle seguenti conferenze episcopali:
- Conferenza episcopale del Benin (Conférence Episcopale du Bénin);
- Conferenza episcopale di Burkina-Niger (Conférence Episcopale du Burkina-Niger);
- Conferenza episcopale della Costa d'Avorio (Conférence Episcopale de la Côte d'Ivoire);
- Conferenza episcopale interterritoriale del Gambia e della Sierra Leone (Inter-Territorial Catholic Bishops' Conference of The Gambia and Sierra Leone, ITCABIC);
- Conferenza dei vescovi del Ghana (Ghana Bishops' Conference);
- Conferenza episcopale della Guinea (Conférence Episcopale de la Guinée);
- Conferenza dei vescovi cattolici della Liberia (Catholic Bishops' Conference of Liberia);
- Conferenza episcopale del Mali (Conférence Episcopale du Mali);
- Conferenza dei vescovi cattolici della Nigeria (Catholic Bishops Conference of Nigeria);
- Conferenza dei vescovi del Senegal, della Mauritania, di Capo Verde e della Guinea Bissau (Conférence des Evêques du Sénégal, de la Mauritanie, du Cap-Vert et de Guinée-Bissau);
- Conferenza episcopale del Togo (Conférence Episcopale du Togo).

## Elenco dei presidenti
- Cardinale Théodore-Adrien Sarr (1º settembre 2009 - febbraio 2016)
- Arcivescovo Ignatius Ayau Kaigama (febbraio 2016 - 5 maggio 2022)
- Vescovo Alexis Touably Youlo, dal 5 maggio 2022

## Elenco dei vicepresidenti
- Vescovo José Câmnate na Bissign (febbraio 2016 - 5 maggio 2022)
- Vescovo Joseph Kwaku Afrifah-Agyekum, dal 5 maggio 2022

## Elenco dei secondi vicepresidenti
- Vescovo Alexis Touably Youlo (febbraio 2016 - 5 maggio 2022)
- Vescovo José Câmnate na Bissign, dal 5 maggio 2022

## Elenco dei segretari generali
- Presbitero Joseph Aka (febbraio 2016 - 5 maggio 2022)
- Presbitero Vitalis Anaehobi, dal 5 maggio 2022